# Сурск (Нижегородская область)
Сурск — деревня в Вачском районе Нижегородской области. Входит в состав Казаковского сельсовета.

## География
Расположена на берегу безымянного левого притока реки Большая Кутра, в 2 км к востоку от райцентра Вача, высота над уровнем моря 163 м. Ближайшие населённые пункты: Сенюково в 0,8 км на северо, Медоварцево в 1,7 км на северо-восток, Алтунино в 1,3 км на юг и Искусово в 1,5 км на юго-запад.

## История
Деревня Сурки впервые упоминается в окладных книгах 1676 года в составе Вачского прихода, в ней было 12 дворов крестьянских и 1 бобыльский.
В конце XIX — начале XX века деревня входила в состав Казаковской волости Муромского уезда Владимирской губернии, с 1926 года — в составе Новосельской волости. В 1859 году в деревне числилось 33 дворов, в 1905 году — 50 дворов, в 1926 году — 63 дворов.
С 1929 года деревня являлась центром Сурского сельсовета Вачского района Горьковского края, с 1931 года — в составе Алтунинского сельсовета, с 1936 года — в составе Горьковской области, с 2009 года — в составе Казаковского сельсовета.

## Население
| 1859 | 1905 | 1926 | 1999 | 2002 | 2010 |
| ---- | ---- | ---- | ---- | ---- | ---- |
| 280  | ↗288 | ↗316 | ↘37  | ↘18  | ↘7   |